# Peeter Jakobson
Peeter Jakobson (Rakvere, 1854. december 27. – Väike-Maarja, 1899. július 23.) észt költő és drámaíró.

## Élete
Tanulmányait egy orosz egyházi iskolában, valamint egy szegény diákok számára fenntartott iskolában végezte. 1875-ben besorozták az orosz hadseregbe, majd 1877-ben az orosz-török háborúban altisztként a Balkánra küldték. 1879-ben betegség miatt leszerelték (a háború alatt maláriában szenvedett), ezután Rakverében mint cipész dolgozott.
1884-ben Jakob Liiv meghívására Väike-Maarjába költözött, ahol először cipész volt, majd könyvesboltot alapított. Ezután több más munkája is volt, például az 1890-es években fényképészként tevékenykedett. Élete utolsó éveiben tuberkulózisban szenvedett.
Első verseskötetét 1881-ben adta ki, ezt további kettő követte. Költészete a késő romantikus német mintákat követte, valamint Friedrich Reinhold Kreutzwald, Lydia Koidula, Mihkel Veske és Ado Reinvald stílusát utánozta.
Korában nem szokatlan módon német nyelven is alkotott, illetve ő maga fordította németre észt nyelven írt alkotásait. 1895-ben kiadott egy  német verseskötetet, amely saját versei mellett Kaarel Krimm, Jakob Tamm, Georg Eduard Luiga, Jakob Liiv és Juhan Kunder általa németre fordított költeményeit is tartalmazta. Saját alkotásainak legalább egy része is eredetileg németül íródott, mivel észt eredetit nem találtak.
Drámaírói tevékenységére az utánzás kevésbé volt jellemző, önállóbb munkákat alkotott, amelyek közül néhányat nagy sikerrel állítottak színpadra. Így volt ez például népköltészeti témájú darabjaival, de néhány későbbi, a falusi életről valósághű képet adó társadalmi drámája is pozitív visszhangot kapott.

## Munkái
- Õilme nupukesed. Laulud noore rahwalle (1881)
- Koit ja Hämarik. Rahwaluulelik näitemäng kahes pildis (1884)
- P. Jakobson'i Luuletused. Esimene anne (1884)
- P. Jakobson'i Luuletused. Teine anne (1885)
- Udumäe kuningas ehk kroonitud woorus. Näitelaul neljas järgus (1888)
- Die Hirtenflöte aus dem estnischen Blumenthal. (1895)
- Kustas kosib Mihklit. Naljamäng kolmes järgus (1895)
- Pettuse ohwrid. Kurbmäng neljas järgus (1897)
- Kihlakaart ehk Suured sekeldused. Naljamäng kahes järgus (1899)
- Karukütt. Näitemäng ühes järgus, kahes muutuses (1900)
- Minu sõjamälestused (1901)

## Fordítás
- Ez a szócikk részben vagy egészben  a   Peeter Jakobson című német Wikipédia-szócikk ezen változatának fordításán alapul.  Az eredeti cikk szerkesztőit annak laptörténete sorolja fel. Ez a jelzés csupán a megfogalmazás eredetét és a szerzői jogokat jelzi, nem szolgál a cikkben szereplő információk forrásmegjelöléseként.